# 上布里森山
46°53′51″N 8°27′56.5″E / 46.89750°N 8.465694°E

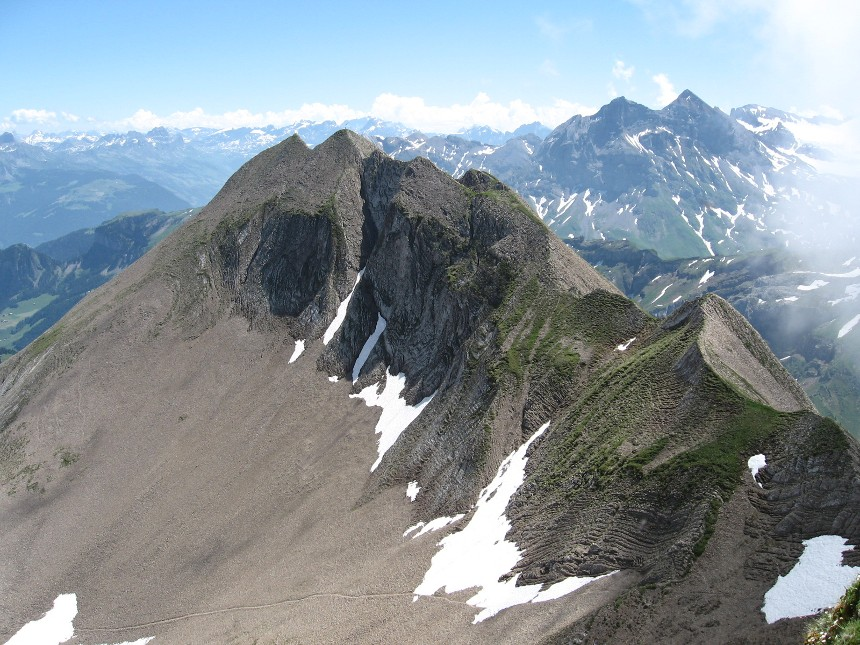

上布里森山（Hoh Brisen），是瑞士的山峰，位於該國中部，處於下瓦爾登州和烏里州接壤的邊界，屬於烏里山的一部分，海拔高度2,413米，每年平均降雨量2,385毫米。